# Dissiminassa homosassa
Dissiminassa homosassa är en kräftdjursart som beskrevs av Lowry och Helen E. Stoddart 1997. Dissiminassa homosassa ingår i släktet Dissiminassa och familjen Lysianassidae. Inga underarter finns listade i Catalogue of Life.